# Rodrigo Calderón
Rodrigo Calderón y Aranda (Amberes, 1576 - Madrid, 21 de octubre de 1621) fue un político y militar español al servicio de Felipe III, quien le recompensó con los títulos de I conde de la Oliva de Plasencia (1612) y I marqués de Siete Iglesias (1614) y valido o favorito del duque de Lerma.

## Biografía
Nació en Amberes (Bélgica) en 1576. Sus padres, primos hermanos entre sí, fueron Francisco Calderón y Aranda y María de Aranda y Sandelín, procedían de la familia Aranda, mercaderes de origen converso y vecinos de Valladolid, que había sido ennoblecida por Carlos I. El padre llegó a capitán de la armada y más tarde a «comendador mayor» de Aragón, presumiblemente con la ayuda de su hijo. Su madre pertenecía a la nobleza flamenca y holandesa. Rodrigo Calderón fue señor de Oliva de Plasencia, título que después le sería elevado a condado; de Rueda y de Siete Iglesias, este último también elevado posteriormente a marquesado. 
En 1580, se asentó con sus padres en Valladolid, donde Francisco de Calderón se dedicó a la administración de los bienes de la familia. Algunas fuentes indican que en esta ciudad cursó Gramática y Humanidades en la Universidad de Valladolid. 
A lo largo de su carrera militar desempeñó los cargos de comendador de Ocaña en la Orden de Santiago, capitán de la guardia alemana de Felipe III, alguacil mayor de la Real Audiencia y Chancillería de Valladolid, regidor perpetuo y correo mayor de la ciudad de Valladolid, secretario de Cámara de Felipe III, privado del duque de Lerma y embajador en Flandes.
En 1595 comenzó a servir como paje de Francisco Gómez de Sandoval y Rojas, futuro duque de Lerma y por aquel marqués de Denia. En 1598, cuando Francisco Gómez de Sandoval y Rojas ascendió a valido del nuevo rey Felipe III, Rodrigo Calderón ya se encontraba entre sus hombres de confianza. Prueba de esto fue su nombramiento, dicho año, como ayudante de cámara del Rey y como secretario de dicha cámara en 1601. La llegada de Felipe III al trono español ese mismo año hizo que el duque de Lerma, quien tuvo gran influencia sobre el rey, fuese nombrado grande de España. También en 1601 contrajo matrimonio con Inés de Vargas y Trejo, perteneciente a una familia hidalga de origen extremeño.

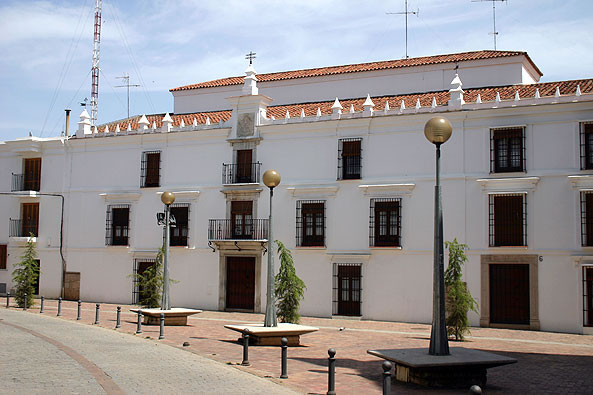
Casa-palacio de los Condes de la Oliva de Plasencia en Almendralejo (Badajoz). Hoy día sólo queda la fachada aunque existen viviendas en su interior.

Por su personalidad insolente, fue especialmente odiado por los enemigos del duque de Lerma. Dos religiosos, Juan de Santa María, fraile franciscano, y Mariana de San José, priora de La Encarnación, trabajaron con la reina Margarita, bajo cuya influencia Calderón fue relegado de su puesto de secretario en 1612. Sin embargo, conservó el favor del duque de Lerma, un hombre indolente para quien el trabajo de Calderón era indispensable. 
Cuando la reina Margarita murió durante un parto en octubre de 1611, Calderón fue acusado de haber utilizado brujería contra ella. En 1612 fue enviado a una misión especial en Flandes, año en el que fue nombrado conde de la Oliva de Plasencia y a su regreso marqués de las Siete Iglesias en 1614. Más tarde se supo que ordenó el asesinato de un soldado llamado Francisco de Juaras.

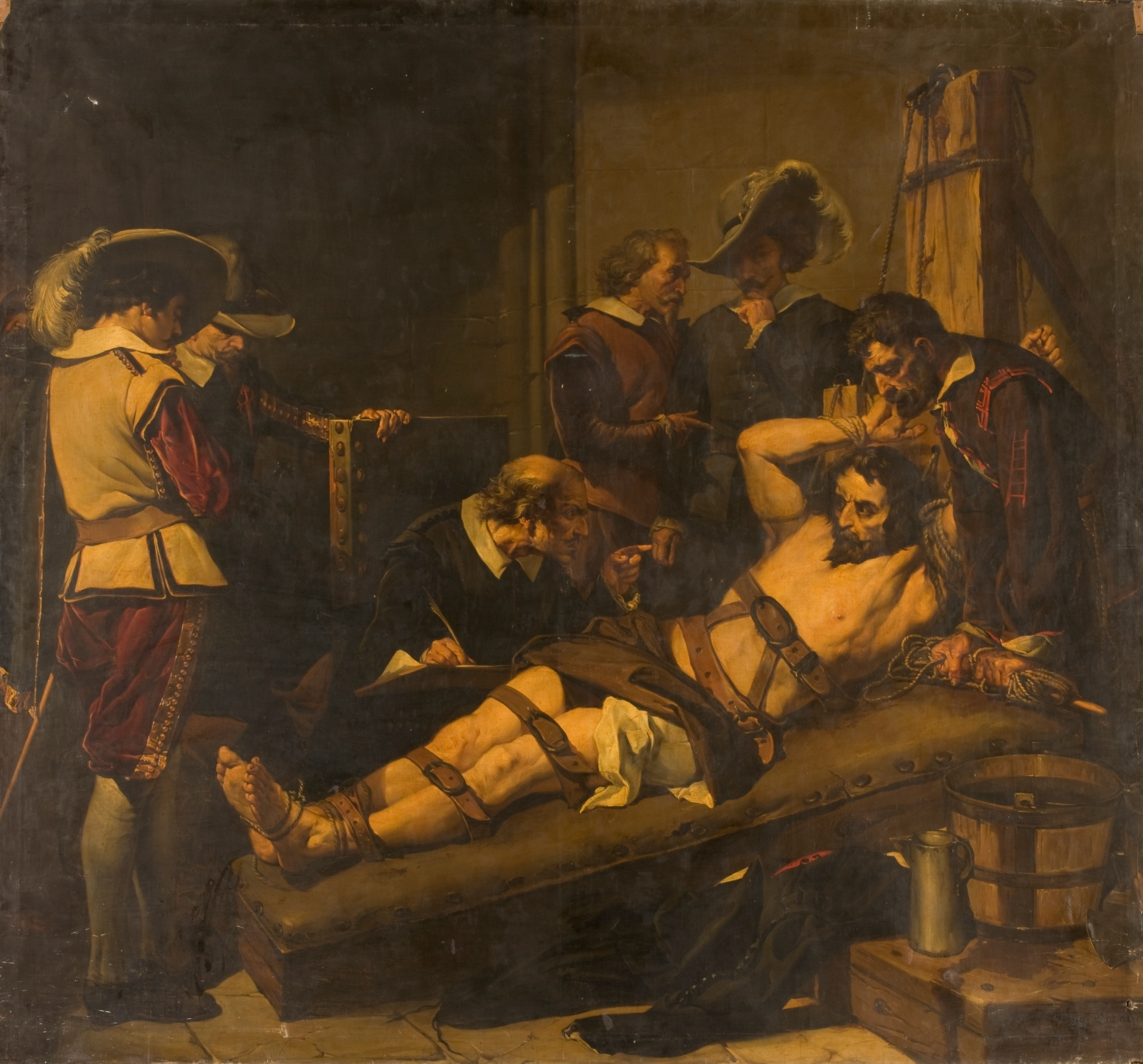
Don Rodrigo Calderón en el tormento, de José María Rodríguez de Losada. 1865. (Museo del Prado, Madrid).

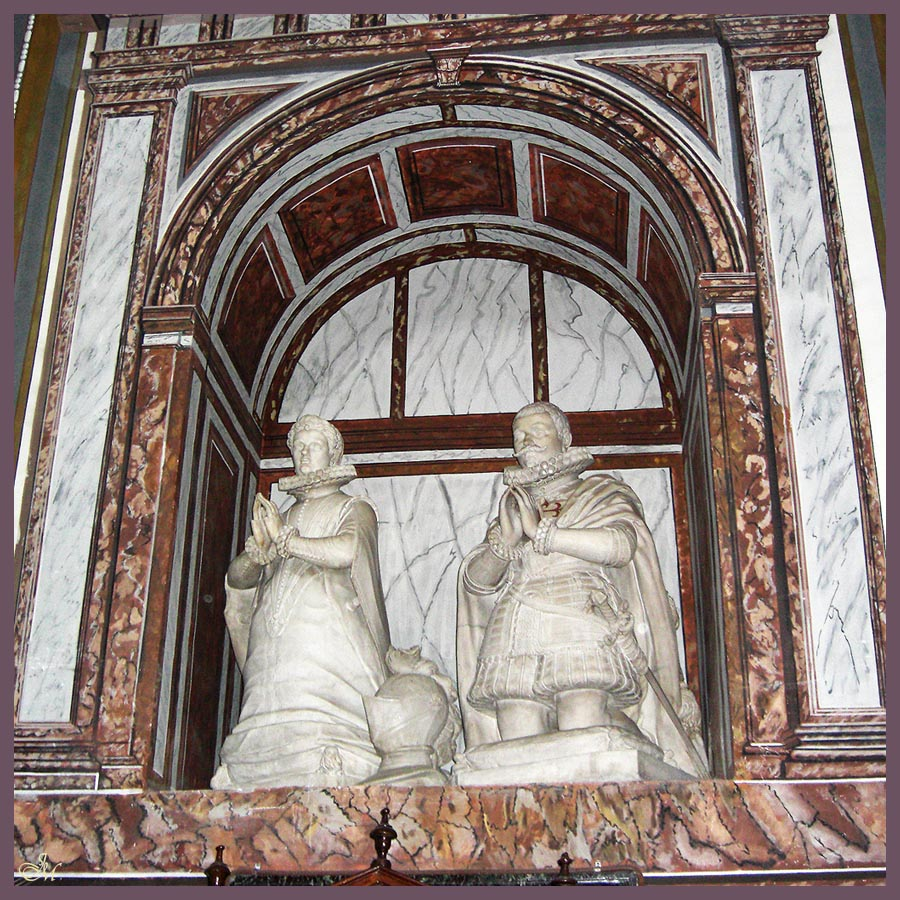
Sepulcro de Rodrigo Calderón de Aranda y de su mujer Inés de Vargas, en el convento de Porta Coeli, Valladolid.

Cuando el duque de Lerma fue conducido hasta la Corte en 1618 por las acusaciones de su propio hijo, el duque de Uceda, y del confesor del rey, el dominico Aliaga, Calderón fue utilizado como chivo expiatorio para calmar las voces del pueblo. Fue arrestado la noche del 20 de febrero de 1619 en su palacio de Valladolid y fue llevado al Castillo de Montánchez primero y finalmente conducido a Madrid donde fue supuestamente sometido a tormento para conseguir que confesase los cargos que contra él pesaban de asesinato y brujería. Confesó el asesinato de Juaras, pero rechazó firmemente el resto de los cargos que le acusaban de asesinato y brujería. 
Murió ejecutado en la plaza Mayor de Madrid el 21 de octubre de 1621, al comienzo del reinado de Felipe IV. Su dignidad y valentía ante la adversidad de la muerte le hizo merecedor del refranero español: "Tener más orgullo que Don Rodrigo en la horca", aunque no fue ahorcado, sino degollado, al ser de condición noble.

## Calderón, coleccionista de arte
Calderón fue un ávido coleccionista de obras de arte. Donó numerosos cuadros al convento de Porta Coeli de Valladolid, que él mismo había financiado. Durante su estancia en Flandes, adonde fue como embajador, compró una importante colección de pinturas de escuela flamenca, especialmente de Rubens, entre los que destaca La Adoración de los Reyes Magos, cuadro que le fue regalado por el Ayuntamiento de Amberes; también adquirió obras de Jan Brueghel de Velours, Otto van Veen o Pieter van Avont, muchos de los cuales figuran hoy en el Museo del Prado. Además compró tapices, joyas y mobiliario, como el denominado Bufete de don Rodrigo Calderón, tablero de piedras semipreciosas que se conserva también en el Museo del Prado.

## Don Rodrigo en la literatura
Poema de Francisco de Quevedo y Villegas "En la muerte de don Rodrigo Calderón":

Tu vida fue invidiada de los ruines,
tu muerte de los buenos fue invidiada;
dejaste la desdicha acreditada,
y empezaste tu dicha de tus fines.
Del metal ronco fabricó clarines
fama, entre los pregones disfrazada,
y vida eterna, y muerte desdichada
en un vilo tuvieron los confines.
Nunca vio tu persona tan gallarda
con tu guarda la plaza, como el día
que por tu muerte su alabanza aguarda.
Mejor guarda escogió tu valentía,
pues que hizo tu ángel con su guarda
en la gloria lugar a tu agonía.

Poema de Luis de Góngora y Argote "En la muerte de don Rodrigo Calderón":

Sella el tronco sangriento, no lo oprime,
de aquel dichosamente desdichado,
que de las inconstancias de su hado
esta pizarra apenas le redime;
Piedad común, en vez de la sublime
urna que el escarmiento le ha negado,
padrón le erige en bronce imaginado,
que en vano el tiempo las memorias lime.
Risueño con él, tanto como falso,
el tiempo, cuatro lustros en la risa,
el cuchillo quizá envainaba agudo.
Del sitial después al cadahalso
precipitado, ¡oh cuánto nos avisa!,
¡oh cuánta trompa es su ejemplo mudo!

Poema del conde de Villamediana "Al mismo Rodrigo Calderón":

Aquí de un hombre el poder,
yace mejorado en suerte;
perdió el ser y fue su muerte
tal que cobró mayor ser.
Caminante, ¿dónde vas?
No estén de tu nombre ajenos:
si fue más para ser menos,
fue menos para ser más.
Hoy de fortuna el desdén
dio aquí una muerte inmortal
a quien el bien hizo mal
y a quien el mal hizo bien.

## Títulos y órdenes

### Títulos
- I Marqués de Siete Iglesias (13 de junio de 1614, extinguido a su muerte, pero rehabilitado en 1918)
- I Conde de la Oliva de Plasencia (1601)

La enumeración no exhaustiva de sus títulos es la siguiente:
Don Rodrigo Calderón, marqués de Siete Iglesias y conde de la Oliva de Plasencia, señor de las villas de Plasenzuela, Rueda, Zofraga y Siete Iglesias, continuo de los Reyes de Aragón, caballero del hábito de Santiago, comendador mayor de Montalbán y de Ocaña, capitán de la Guardia Alemana de Su Majestad,  embajador de Francia y Flandes, secretario del Despacho Universal y secretario de la cámara del Rey, regidor perpetuo, archivero mayor y correo mayor de la ciudad de Valladolid, regidor de la Ciudad de Soria con voz y voto, alguacil mayor de la Real Chancillería de Valladolid, patrono del Convento de Porta Coeli de Valladolid y de la Capilla del Convento de Nuestra Señora de los Remedios de la Orden de la Merced en la Corte, etc...

### Órdenes

#### Orden de Santiago
- 1609: Caballero.
- 1609: Comendador de Montalbán y Ocaña[2]